# Park Hyun-beom
Park Hyun-beom (kor. 박현범; * 7. Mai 1987 in Gwangju) ist ein südkoreanischer Fußballspieler.

## Karriere

### Verein
Das Fußballspielen lernte Park Hyun-beom auf der Gwangju Kumho High School in Gwangju sowie auf der Yonsei University in Seoul. Seinen ersten Vertrag unterschrieb er 2008 bei den Suwon Samsung Bluewings, einem Verein, der in der ersten Liga des Landes, in der K League spielte und in Suwon beheimatet ist. Nach 23 Spielen wechselte er 2009 zu Ligakonkurrenten Jeju United nach Seogwipo. 2011 ging er wieder nach Suwon zurück und unterzeichnete einen Vertrag bei Suwon Samsung Bluewings. Von 2014 bis 2015 wurde er an Asan Mugunghwa FC ausgeliehen. Zu den Spielern des Vereins zählen südkoreanische Profifußballer, die ihren zweijährigen Militärdienst ableisten. Seinen ersten Vertrag im Ausland unterschrieb er Anfang 2019 in Thailand und schloss sich dem Erstligisten Chonburi FC an. Seit Juli 2019 ist er vereinslos.

### Nationalmannschaft
Park Hyun-beom durchlief von 2003 bis 2007 alle Junioren-Nationalmannschaften seines Landes. Sein erstes Länderspiel für Südkorea absolvierte er in einem Freundschaftsspiel am 28. März 2009 in Suwon gegen die Nationalelf vom Irak. Bisher kam er auf 2 Einsätze.